# ساشا ماريانوفيتش
ساشا ماريانوفيتش (بالسيريلية الصربية: Саша Марјановић) هو لاعب كرة قدم صربي في مركز الوسط، ولد في 13 نوفمبر 1987 في نيش في صربيا. لعب مع رادنيتشكي نيش ونادي تشوكاريتشكي ونادي شريف تيراسبول ونادي ياغودينا.

## وصلات خارجية
- ساشا ماريانوفيتش على موقع الاتحاد الأوربي (الإنجليزية)
- ساشا ماريانوفيتش على موقع قاعدة بيانات كرة القدم.إي يو (الإنجليزية)
- ساشا ماريانوفيتش على موقع Soccerbase.com (لاعب) (الإنجليزية)
- ساشا ماريانوفيتش على موقع Soccerway.com (الإنجليزية)
- ساشا ماريانوفيتش على موقع عالم كرة القدم.نت (الإنجليزية)